# Kurganets-25

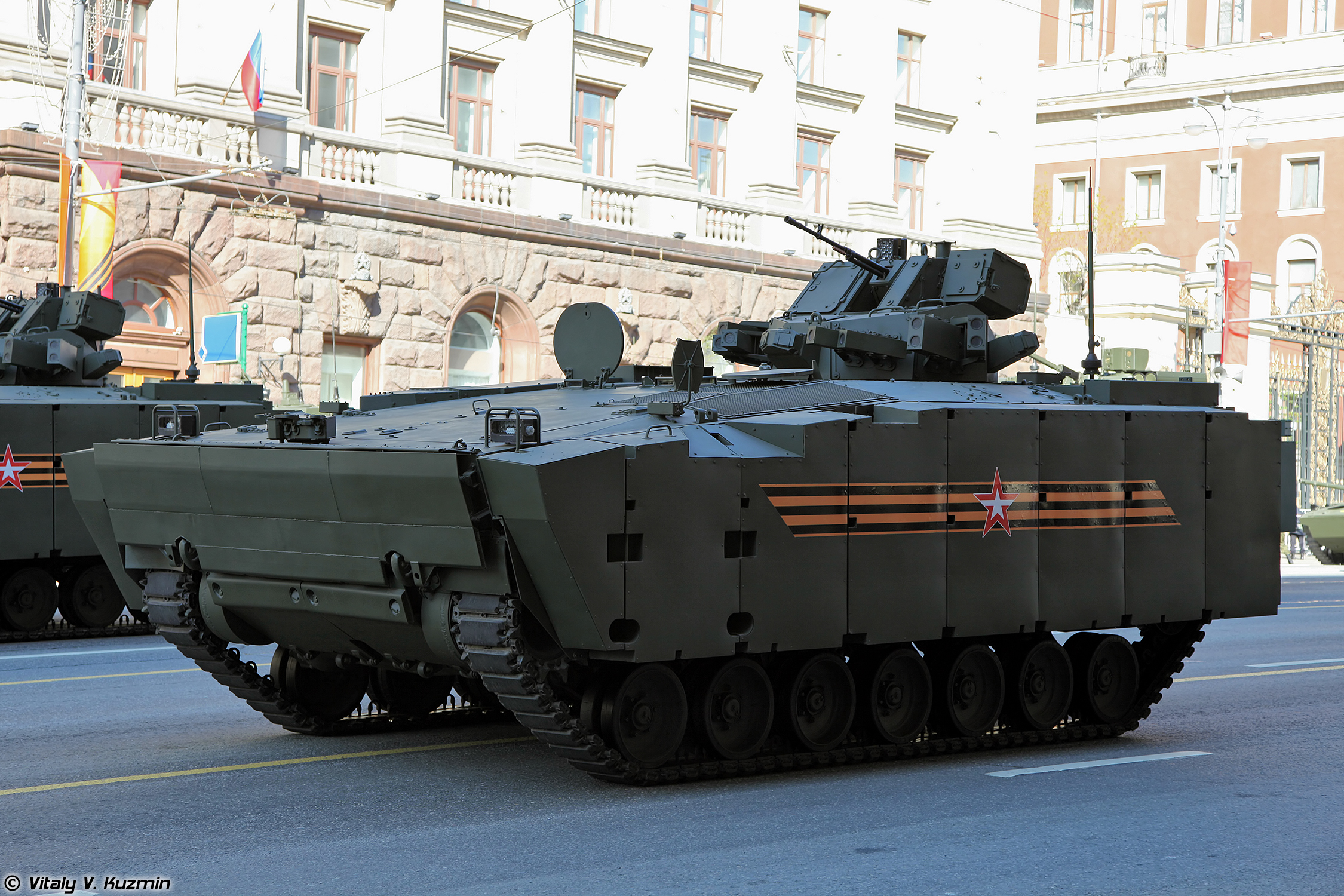
Un Kurganets-25 BTR sfila per le strade di Mosca, 2016.

Il Kurganets-25 (in cirillico: Курганец-25) è una famiglia di mezzi corazzati multiruolo, con capacità anfibie, di fabbricazione russa, in fase avanzata di sviluppo.
Progettato per sopperire a molteplici ruoli grazie all'adozione della piattaforma modulare Armata, è chiamato a sostituire numerosi mezzi risalenti all'epoca sovietica tra cui i BMP, BMD e MT-LB. Più leggero del T-15 Armata, concepito per rinfoltire le unità corazzate e supportare i carri da combattimento, il Kurganets è pensato per equipaggiare le unità meccanizzate.
Delle numerose versioni del veicolo proposte, tra cui si contano versioni porta-mortaio, anticarro, da ricognizione, posto comando, veicolo di recupero ed ambulanza, sono state effettivamente sviluppate solo quelle IFV (veicolo da combattimento della fanteria) ed APC (veicolo per il trasporto truppe), consegnate in lotti pilota all'Esercito della Federazione Russa per prime valutazioni.
Presentato al pubblico il 9 maggio 2015 in occasione della parata per il 70º anniversario dalla Vittoria sovietica sulla Germania nazista, la produzione in serie, prevista per il 2017, è stata rimandata più volte a causa di numerose migliorie richieste dal committente finale.
Al 2021, fonti vicine all'industria della difesa hanno affermato che il Ministero della Difesa russo ha concordato le tempistiche per lo svolgimento dei test di stato del Kurganets-25. I test preliminari si svolgeranno da maggio ad ottobre 2021, mentre le prove di accettazione inizieranno a novembre e dureranno 12 mesi.

## Storia
Il Kurganets-25 è nato dall'esigenza di voler portare la flotta di cingolati in forza alle forze armate russe verso nuovi standard di servizio più simili a quelli a cui rispondono i progetti occidentali, tra i quali maggiore capienza, modularità e maggiore corazzatura/protezione IED.
I primi prototipi sono stati realizzati nel 2013 e presentati al pubblico nel 2015.
A causa delle numerose inefficienze riscontrate nella piattaforma, la fase di sviluppo si è protratta fino al 2021 anno in cui inizieranno i test di stato per l'accettazione in servizio del mezzo. Per sopperire ai ritardi del progetto, le forze armate russe hanno avviato un esteso programma di ammodernamento delle piattaforme di origine sovietica già in servizio che ha comportato la produzione di mezzi quali il BMP-1AM Basurmanin, BMP-2M Berezhok, Sprut-SDM1 e BMD-4M.

## Caratteristiche
Il Kurganets-25 è basato sulla piattaforma universale Armata, selezionata per diventare la base dei mezzi corazzati russi prodotti nei prossimi decenni.
L'IFV è dotato di una torretta remotizzata Bumerang-BM con cannone automatico 2A42 da 30 mm, una mitragliatrice PKT coassiale da 7,62 mm e 4 missili guidati anticarro Kornet-EM sigillati in container usa e getta. La variante APC monta invece una MG RWS da 12,7 mm.
Tutte le versioni sono dotate di corazza reattiva ed un sistema di rilevazione ed intercettazione dei proietti in avvicinamento, su scafo e torretta.

## Varianti
- Kurganets-25 IFV (B-11): versione da combattimento della fanteria armata con cannone da 30 mm e missili anticarro, può accomodare fino a 7 soldati
- Kurganets-25 BTR (B-10): versione APC da trasporto equipaggiata di mitragliatrice, può trasportare fino a 11 soldati
- Kurganets-25 ARV:  versione per il recupero carri, equipaggiato con gru, argano ed una mitragliatrice da 12,7 mm .